# Nicolas Gros-Verheyde
 (juin 2019).
- Si vous ne connaissez pas le sujet, laissez ce bandeau (vous pouvez alors contacter les auteurs).
- Si vous supprimez le contenu mis en cause (vous pouvez préalablement contacter les auteurs),

argumentez précisément cette suppression dans la page de discussion
(un manque de référence n'est pas un argument ; une recherche réelle de référence doit avoir été effectuée, être formellement documentée).
Pour les articles homonymes, voir Gros et Verheyde.
Nicolas Gros-Verheyde est un journaliste français né le 5 janvier 1964 à Paris, spécialisé dans les questions européennes, de défense et de politique étrangère.

## Biographie
Diplômé en droit public (sciences politiques), en droit et politique européenne à Université Paris I Panthéon-Sorbonne, il devient journaliste de presse écrite début 1989. 

### Europe de l'Est et questions juridiques
Il couvre les évolutions des pays de l'Est par plusieurs reportages en Hongrie, Lituanie, Pologne, Tchécoslovaquie pour Le Quotidien de Paris, la presse médicale (Impact Médecin, Panorama du Médecin) et plusieurs radios parisiennes (RTL, CVS, ...). Il collabore à la Radio Solidarnosc Paris en animant une émission de littérature sur les questions politiques et de droits de l'homme. Il travaille ensuite sur les questions sociales et européennes pour le quotidien économique La Tribune et les éditions spécialisées comme Lamy, Dalian, ASH (groupe Liaisons sociales).

### Correspondant UE et OTAN
Il couvre l’actualité communautaire depuis la fin des années 1990 pour les quotidiens France-Soir et Le Matin (Belgique), et à partir de 2004 pour le quotidien régional Ouest-France et La Lettre de l'expansion. Il collabore aux chaînes Arte et LCI ainsi qu'à France Culture et RFI Musique. Il est depuis 2015 correspondant UE - OTAN pour le quotidien français régional Sud Ouest. 
Ayant vécu plusieurs Commissions européennes — de l'arrivée de Romano Prodi à Bruxelles à Ursula von der Leyen —, il est aujourd'hui un des correspondants français les plus expérimentés, et les plus anciens, à Bruxelles avec Jean Quatremer. A ce titre, le 13 juin 2019, il proteste contre l'utilisation de la salle de presse du Parlement européen par Marine Le Pen comme une salle de meeting. 
Il intervient régulièrement sur les questions de politique étrangère et de défense européenne pour les médias internationaux — tels Al Jazeera, Al-Arabiya, TvKlan (Balkans), APTN (réseau Tv de Associated Press) — ou francophones comme Arte, la Radio télévision suisse (RTS), la RTBF, France TV / France Info, LN24.

### Rédacteur en chef
Il lance en 2008 un blog consacré à l'« Europe de la Défense » dénommé B2 - Bruxelles2. qui se transforme en un média d'actualité agréé par la Commission paritaire des publications et des agences de presse (au titre de l'information politique et générale). Au fil des ans, B2 s'est installé comme l'un des principaux médias francophones de référence dans le domaine de l'Europe géopolitique (politique étrangère, défense et sécurité intérieure). En 2012, il se voit décerner le prix de l'initiative européenne par la Maison de l’Europe de Paris et le Club de la Presse Européenne. Il a écrit avec André Dumoulin un des principaux ouvrages consacrés à l'Europe de la défense, véritable encyclopédie de la politique de défense européenne.

### Vie sociale
Il a été aussi vice-président de l'association des journalistes européens (AJE) France, chargé des relations avec les institutions européennes, et du Press Club Brussels Europe (PCBE).

### Ouvrages et publications
- Nicolas Gros-Verheyde (préf. Ursula von der Leyen, Josep Borrell), La défense européenne à l’heure de la guerre en Ukraine. Des tabous tombent, Le Devoluy, Éditions du Villard, coll. « Manuel », 2024, 256 p. (ISBN 978-2-9560013-3-1, EAN 9782956001331, BNF 10000001005714, présentation en ligne)

- André Dumoulin et Nicolas Gros-Verheyde (préf. Federica Mogherini), La politique européenne de sécurité et de défense commune, Éditions du Villard, 2017, 492 p. (ISBN 978-2-956-00130-0, présentation en ligne)
- Europe de la défense, coauteur et coordinateur - Europolitique, Bruxelles, 40 p., mars 2008.
- Le Traité de Lisbonne décrypté, coauteur et coordinateur - Europolitique, Bruxelles, 48 p., novembre 2007.
- Guide du nouveau service national, Ed. Puits Fleuri, Paris, 350 p., février 1998  (ISBN 2-86739-098-2)
- L’employeur face aux représentants du personnel, Ouvrage à feuillets mobiles - coauteur et coordinateur - Ed. Dalian, Paris, 800 p., 1999-2004  (ISBN 2-90467773-9)
- Guide du droit du travail, coauteur — Ed. Dalian, Paris, 400 p., 1997.
- « Europe sociale » – Dossiers spéciaux - coauteur et coordinateur – "Partenaires", Ministère du travail et des affaires sociales, France, 1994-1995